# Свирене с уста
Свиренето с уста (свирукане) без използване на изкуствена свирка се постига чрез създаване на малък отвор с устните, обикновено след прилагане на влага (облизване на устните или поставяне на вода върху тях) и след това издухване или изсмукване на въздух през пространството. Въздухът се модерира от устните, извития език, зъбите или пръстите (когато участват са поставени над устата или в различни области между свитите устни), за да създаде турбуленция, а извитият език действа като резонансна камера за подобряване на получения звук чрез действие като тип Резонанс на Хелмхолц. Чрез преместване на различните части на устните, пръстите, езика и епиглотиса, след това може да се манипулират видовете произведени свирукания.

## Техники

### С уста във формата на шайба
„Свирукането на шайба“ (с промяна позицията на устните под формата на шайба, без помощта на пръсти) е най-често срещаната форма в Западната музика. Обикновено върхът на езика се спуска, често се поставя зад долните зъби и височината на тона се променя чрез промяна на позицията на езика. Въпреки че промяната в степента на извиване на отвора на устата ще промени височината на свирукането, експертните състезатели по свирене с уста обикновено правят само малки вариации, поради тенденцията му да влияе на чистотата на тона. Подсвиркването на шайба може да се извърши, като се издухва или като се вдишва последователно. При метода „само издухване“ се постига постоянен тон, но трябва да се направи незначителна пауза, за да се вдиша. При алтернативния метод (свирене и при вдишване и при издишване) няма проблем със задъхване или прекъсване, тъй като се вдишва, когато човек свири вдишвайки, но недостатък е, че много пъти консистенцията на тона не се поддържа и се колебае.
Много експертни дворцови свирещи с уста музиканти значително променят позицията на езика, за да осигурят добро качество на тона. Венецианските гондолиери са известни с това, че движат езика, докато свирят, по начин, който може да изглежда като пеене. Добър пример за свирене с небцето е Люк Янсен, победител в Световното състезание по свирене през 2009 г.

### С помощта на пръсти
Свиренето с помощта на пръсти е по-трудно да се контролира, но се постига пронизителен звук. В операта на Бойто „Mefistofele“ главният герой го използва, за да изрази своето предизвикателство към Всевишния.

### С помощта на ръце и други плоскости
Свиренето с уста може да се получи и чрез издухване на въздух през събрани ръце или чрез външен духов инструмент, като свирка или дори стръкче трева или листо.

## Състезания
Едно от най-известните състезания по свирене е Международната конвенция по свирене (IWC). Това ежегодно събитие се провежда в Луисбург, Северна Каролина от 1973 до 2013 г. Наградите се присъждат на състезатели, вариращи от международни мъже и жени, тийнейджъри (мъже и жени) и дори внуци. Обичайно е губернаторът на щата Северна Каролина да подписва декларация, обявяваща седмицата на IWC за „Седмица на щастливите свирачи“, за гражданите и посетителите да почитат изкуството да свирят и да участват в предвидените събития.

## Като комуникация
На Гомера, един от Канарскине острови, все още се използва традиционният език с подсвиркване, „Силбо“. Най-малко девет отделни свистящи звука се използват, за да се получат обикновено четири гласни и пет съгласни, което позволява на този език да предава неограничени думи. Езикът позволява на хората (като овчарите) да общуват на големи разстояния на острова, когато други средства за комуникация не са били на разположение. Сега се преподава в училище, за да не се загуби сред подрастващото поколение. Друга група свирещи с уста са индианците от Мазатеко от Оаксака, Мексико. Тяхното свирукане помага за предаване на съобщения на далечни разстояния, но се използва и в непосредствена близост като уникална форма на комуникация с разнообразни тонове.
Свиренето с уста може да се използва за контрол на дресирани животни като кучета. Вместо това често се използва овчарска свирка.
Свиренето с уста отдавна се използва като специализирана комуникация между работниците. Например свиренето в театъра, особено на сцената, се използва от членовете управляващи системата за летене по време на театрална постановка (нейната заключваща релса за да се насочи спускането или повдигането на тръбата поддържаща осветителните тела или плоскостите имитиращи сгради). Този метод на комуникация става популярен преди изобретяването на електронни средства за комуникация и все още се използва, предимно в по-стари къщи от коноп (с конопена вар) по време на снимачната площадка и излъчване на шоу.

## Музика
Обхватът на свиренето с уста варира от около една до три октави. Агнес Удуърд класифицира по аналогия с гласовите типове: сопран (c"-c""), мецосопран (a-g'") и алт (e или d-g").

## От зрителите
Подсвирването (кратко отсечено свирене с уста) често се използва от зрителите на спортни събития, за да се изрази ентусиазъм или неодобрение. В САЩ и Канада свиренето се използва почти като аплодисменти, за да се изрази одобрение или признателност за усилията на отбор или играч, например първия за играта питчер в бейзбола, който е изваден от играта, след като е приключил успешно. В голяма част от останалия свят, особено в Европа и Южна Америка, свиренето с уста се използва за изразяване на недоволство от действието или несъгласие с решението на длъжностно лице, като освиркване. Това свистене често е силно и какофонично, като се използва свирене с пръсти.

## Културни вярвания
В много култури се смята, че свиренето или подсвиркването през нощта привлича лош късмет, лоши неща или демони.

## Свирукане при животните

### Привидно
Животните често използват свирукане за комуникация.
Животни, кръстени на свирещите звуци, които издават, са свирещият лебед (Cygnus columbianus), свирещият молец (Hecatesia thyridion), свирещите жаби от Антилските острови (Eleutherodactylus johnstonei) и свирещите плъхове (Parotomys).

#### Чуруликане на птиците
Човек може да заподозре чуруликането на птиците като най-близкия пример. От физическа гледна точка обаче това не е свирукане. Птиците произвеждат своята песен в гласовата глава (сиринкс), където произвеждат звуци чрез вибриране на еластични мембрани, което е по-подобно на това на човешките гласови струни по отношение на производствения механизъм. Тъй като чистите, синусоидални звукови вълни на някои птици не могат да бъдат обяснени задоволително с това, Gaunt et al. 1982 предполага, че свистящия звук не се произвежда от вибриращи мембрани, а от бързо течащ, образуващ вихър въздух. Тази хипотеза обаче не е потвърдена от експерименти (напр.), така че според текущото състояние на изследванията птиците не свирукат.
Въпреки различните методи на производство, фактът, че птичите песни много приличат на свистящи звуци, е безспорен. Това е причината за наименованието на подсемейството на „свирещите гъски“ Pfeifgänse (Dendrocygninae), гъската „свирачка“ фиш и турското село Kuşköy („Птиче село“).

#### Прилепи
Звуците, които прилепите използват, за да се ориентират в ултразвуковия диапазон, като оценяват възвратния звук със сонар, също не са подсвиркващи тонове в по-тесен смисъл.

### Същинско

#### Мармоти и диви кози
Мармотите комуникират помежду си със свистящи тонове. При тях, както при дивите кози, свирукането служи за оповестяване на опасност.

#### Китове и делфини
Китовете (Вокализация на китове) и други морски бозайници също използват свирукане за комуникация. Особено свиренето на делфините предизвика интереса на много изследователи, тъй като те разглеждат възможността животните да са развили естествен език. Все още не е ясно дали това е така (вж. Също песента за китове).

#### Примати
В единични случаи свирукането е наблюдавано и при маймуни в плен, например при орангутаните в зоопарка във Вашингтон и Ujian в Хайделберг.